# Sjevernoafrička kampanja
Sjevernoafrička kampanja je dio Drugog svjetskog rata koja je trajala u razdoblju od 10. lipnja 1940. do 16. svibnja 1943. Uključivala je i vojne pohode koji su vođeni u Libiji, egipatskoj pustinji (Zapadnopustinjska kampanja također poznata kao Pustinjski rat), Maroku (Operacija Baklja) i Tunisu  (Tuniška kampanja).
Sukobljeni u ovoj kampanji bili su Saveznici i Sile osovine. Savezničkim snagama dominirali su vojnici s prostora Commonwealtha i izbjegli iz zemalja koje je zauzeo Treći Reich. SAD ulaze u rat 1941., a izravna pomoć Saveznicima u Africi došla je 11. svibnja 1942.
Borbe u Sjevernoj Africi počele su talijanskom objavom rata 14. lipnja 1940. Istog dana, britanska 11. husarska pukovnija, zajedno s 1. kraljevskom tenkovskom pukovnijom prelazi libijsku granicu i okupira talijansku Utvrdu Capuzzo. Zalijani odgovaraju napadom i zauzimaju britansko selo Sidi Barrani u rujnu 1940., a zatim slijedi saveznički protunapad s vojnicima iz Commonwealtha, poznat pod nazivom Operacija Compass. Tijekom Operacije Compass, talijanska 10. armija je uništena, pa Njemačka šalje pomoć Talijanima. Afrički korpus, vođen generalfeldmarschalom Erwinom Rommelom stiže u Afriku i pokreće Operaciju Sonnenblume, s ciljem da podrži talijansku vojsku i spriječi potpuni poraz Osovinskih sila.
Uslijedio je niz bitaka u Libiji i Egiptu, među kojima je i Druga bitka kod El Alameina, u kojoj su snage Commonwealtha, pod vodstvom general poručnika Bernarda Montgomerya, zadale odlučujući poraz Osovinskim silama i natjerale ih na povlačenje prema Tunisu. Nakon američkog iskrcavanja u Maroku, uslijedila je Operacija Baklja, u kasnom razdoblju 1942. Operaciju je vodio američki general Dwight Eisenhower. Nakon što su Amerikanci vodili nekoliko bitaka protiv Višijske Francuske (koja kasnije prelazi na stranu Saveznika), zajedničke Savezničke snage okružile su Osovinske sile u sjevernom Tunisu i prisilile ih na predaju.
Kako su se Osovinske sile morale boriti protiv Saveznika u Sjevernoj Africi, napravljeno je olakšanje Sovjetskom Savezu na Istočnom bojištu. Informacije koje je probijala britanska Ultra bile su odlučujući faktor u pobjedi Saveznika u Sjevernoafričkoj kampanji.

## Zapadnopustinjska kampanja
Sjevernoafrička kampanja je strateški bila važna i za Osovinske sile i Saveznike. Saveznicima je to bio korak naprijed prema »Utvrđenoj Europi« i otvaranju novog bojišta na tom kontinentu, a ujedno je smanjen pritisak na Sovjetski Savez. Osovinske sile su imale u cilju kontrolirati Sredozemlje kroz Gibraltar i Sueski kanal, a ujedno bi i pobjedom u kampanji osigurali naftom bogato područje na Srednjem Istoku. To bi presjeklo savezničke opskrbne linije, a Osovinske sile bi imale dovoljno zaliha nafte.
13. rujna 1940., Italija je pokrenula 10. armiju od 200.000 vojnika prema egipatskom selu Sidi Barrani, te tamo 10. armija radi obrambene položaje. No, talijanski maršal Rodolfo Graziani, generalni guverner Libije, biva krivo obaviješten o broju britanskih vojnika koji su se nalazili istočnije, te odgađa napredovanje prema Kairu.
Savezničke snage bile su brojčano nadmoćane, s 36.000 vojnika prema talijanskih 200.000. Kako bilo, krajem 1940. pokrenuli su protunapad, Operaciju Compass. Bila je uspješnija nego što se očekivalo i uništila je većinu 10. armije, a Saveznici su nastavili napredovati prema El Agheili. Iznenađujući poraz nije prošao neopaženo. Talijanski general Uldo Capzoni, zajedno s njemačkim trupama, Njemačkim afričkim korpusom, kojeg je vodio Erwin Rommel, poslan je da podrži Talijane u zapadnoj Libiji. Istovremeno, briatnske snage koje su natjerale u povlačenje Talijane, povučene su sa Zapadne Pustinje. Jedna australska divizija poslana je da podrži Grke u obrani Grčke, dok je 7. oklopna divizija poslana na deltu Nila na punjenje. Zamijenila ih je britanska 2. oklopna divizija i australska 9. divizija.
Iako je Rommelu bila dana jednostavna zapovijed, da drži liniju, njegovo oklopno izviđanje ubrzo je postalo pravi napad prema El Agheili u ožujku 1941., koji je Saveznike potjerao (osim u Tobruku) sve do Salluma u Egiptu, pa su tako obje strane bile vraćene na približno početne položaje.
Saveznici su pokrenuli mali napad, Operaciju Brevity, s ciljem da odbace Osovinske sile natrag na libijsku granicu, no bez uspjeha. Zatim je uslijedila veća ofenziva Saveznika, Operacija Battleaxe, koja je imala cilj spasiti Tobruk, no ponovno, bez uspjeha.
U vrijeme zastoja, Saveznici su se reorganizirali. Archibald Wavell postao je novi zapovjednik britanskog Zapovjedništva Srednjeg Istoka, naslijedivši na tom položaju Clauda Auchinlecka, a snage u Zapadnoj Pustinji pojačane su 2. korpusom britanske 8. armije, koja je u to vrijeme u svom sastavu imala jedinice britanske, australske, britanske indijske, novozelandske i južnoafričke vojske. Tu je bila i brigada Slobodne Francuske pod zapovjednišvom Marie-Pierra Koeniga. S novim sastavom pokrenuta je ofenziva, Operacija Crusader, koja je trajala između studenog 1941. i siječnja 1942. Zajednička operacija rezultirala je oslobađanjem teritorija kojeg su tek nedavno zauzeli Nijemci i Talijani. Kao posljedica, borbena linija ponovno je postala El Agheila.
Nakon što su primili pojačanje i opskrbu iz Tripolija, Osovinske sile su napale i porazile Saveznike kod Gazale u lipnju, i tom radnjom zauzeli su i Tobruk. Osovinske sile su odbacile savezničku 8. armiju natrag u Egipat, a njihovo napredovanje zaustavljeno je 90km od Aleksandrije u Prvoj bitci kod El Alameina.
General Claude Auchinleck, koji je zapovjedao 8. armijom u vrijeme poraza u Gazali, smijenjen je nakon Prve bitke kod El Alameina, a zamijenio ga je general Harold Alexander. General poručnik William Gott dobio je zapovjedništvo nad 8. armijom; no poginuo je na putu kada je išao preuzeti zapovjedništvo, tako da je na njegovo mjesto došao general poručnik Bernard Montgomery – koji je imao zapovjedništvo nad 8. armijom u vrijeme cijelog Pustinjskog rata.
Osovinske sile su pripremile novi napad kroz Kairo kod Alam Halfa, no odbačeni su. Nakon kraće obuke, Britanci su krenuli u veću ofenzivu, te nanose odlučujući poraz Njemačko-talijanskoj vojsci u Drugoj bitci kod El Alameina, u kasnome listopadu 1942. 8. armija nastavila je tjerati Osovinske sile prema zapadu i tako Saveznici zauzimaju i Tripoli sredinom siječnja 1943. Do veljače, Britanci su se suočavali s njemačko-talijanskom tenkovskom vojskom kod Maretske linije, tada su britanske snage došle pod zapovjedništvo 18. vojne skupine generala Harolda Alexandera, i tako je ostalo sve do okončanja Sjevernoafričke kampanje, tj. do Tuniške kampanje.

## Operacija Baklja
Operacija Baklja počela je 8. studenog 1942. i završila 11. studenog 1942. U cilju da ukliješte njemačko-talijanske snage, Saveznici (Amerikanci i britanski Commonwealth), iskrcali su se na afričkoj obali pod upravom Višijske Francuske, pod pretpostavkom da će tamo biti malo otpora. Kako bilo, snage Višijske Francuske pružile su oštar otpor Amerikancima kod Orana i Maroka. U Alžiru nije bilo otpora, jer su pripadnici Francuskog pokreta otpora izvršili udar na XIX. armiju Višijske Francuske i uhitili sve vojne zapovjednike prije nego što su se Saveznici iskrcali. Zbog toga, nije bilo otpora, a sam grad Alžir zauzet je istog dana s cijelim vojnim zapovjedništvom Sjeverne Afrike Višijske Francuske. Nakon tri dana razgovora i prijetnji, general Mark Clark i Eisenhower, prislili su Višijskog admirala François Darlana i generala Alphonsea Juina da narede prestanak oružanog otpora u Oranu i Maroku francuskih snaga pod uvjetom da Darlan bude na čelu administracije Slobodne Francuske. Otpor francuskih vojnika prestao je 10. – 11. studenog. Tijekom Operacije Baklja, sukobili su se Američki brodovi protiv višijskih i njemačkih brodova u Pomorskoj bitci kod Casablance, koja je završila u odlučujućoj pobjedi Amerikanaca.
Savezničko iskrcavanje dovelo je u pitanje njemačku kontrolu nad Višijskom Francuskom (Operacija Anton). Dodatno su talijani zarobili francuske brodove kod Toulona, no to i nije bio neki uspjeh Talijana, s obzirom na to da su Francuzi uništili svoje brodove u Toulonu, da bi spriječili osovinsku uporabu brodova, a Višijska vojska u Africi pridružila se Saveznicima.

## Tuniška kampanja
Nakon iskrcavanja u Operaciji Baklja, (od ranog studenog 1942.), Nijemci i Talijani inicirali su više trupa kako bi popunili prostor kojeg su ostavile višijske trupe nakon povlačenja. Tijekom tog razdoblja slabosti, Saveznici se nisu odlučili za napredovanje, nego su se hrvali s vlastima u Višijskoj Francuskoj. Mnogi saveznički vojnici ostali su u garnizonima zato što su Saveznici bili nesigurni u status višijskih snaga.
Do sredine studenog, Saveznici su bili u stanju napredovati prema Tunisu, ali samo u veličini jedne divizije. Do ranoga prosinca 1. britanska armija, pod zapovjedništvom general poručnika Kennetha Andersona, sastojala se od 78. britanske pješačke divizije, 6. oklopne divizije, 1. padobranske brigade, 6. komandos skupinom i od elemenata 1. američke oklopne divizije. Do tog vremena, jedna njemačka i pet talijanskih divizija isplovilo je iz Europe, a udaljenost savezničkih zračnih baza od bojišnice dala je Osovinskim silama zračnu nadmoć. Saveznici su zaustavljeni i odbačeni dok su napredovali prema istoku, 30 km od Tunisa.
Tijekom zime, došlo je razdoblje zastoja, kada su obje strane radile na izgradnji svojih trupa. Do nove godine, britanska 1. armija imala je jedan britanski, jedan američki i jedan francuski korpus (Stožer 2. britanskog korpusa aktiviran je u travnju). U drugoj polovici veljače, u istočnom Tunisu, Rommel i von Arnim imali su uspjeha protiv neiskusnih francuskih i američkih trupa, najznačajniji uspjeh bio je odbacivanje američkog 2. korpusa čiji je zapovjednik bio general bojnik Lloyd Fredendall u Bitci kod Kaserinskog prolaza.
Početkom ožujka, britanska 8. armija, napredujući prema zapadu uz sjevernoafričku obalu, stigla je do tuniške granice. Rommel i von Arnim našli su se ukliješteni između dviju savezničkih armija. Bili su okruženi i u nedostatku ljudstva i oružja. Britanska 8. armija razbila je Osovinske sile na Maretskoj liniji u kasnome ožujku i 1. armija u središtu Tunisa pokrenula je svoju glavnu ofenzivu sredinom travnja s ciljem da pritišće Sile osovine do njihove predaje u Africi. Osovinske sile su se predale 13. svibnja 1943. s 275.000 ratnih zarobljenika. Ovaj gubitak velikog broja iskusnih vojnika teško je oštetio vojnu snagu Osovinskih sila, iako je većina osovinskih vojnika napustila Tunis. Poraz u Africi za Italiju je značio gubitak svih kolonija.

## Ishod
Nakon pobjede Saveznika u Sjevernoafričkoj kampanji, počela je Talijanska kampanja. Invazija na Siciliju uslijedila je dva mjeseca kasnije, a u rujnu je savezničko napredovanje dovelo do kapitulacije Italije.